# 玉井新平
玉井 新平（たまい しんぺい、1981年4月26日 - ）は、高知さんさんテレビのアナウンサー。兵庫県神戸市出身。

## 人物
趣味は合唱、特技はバスケットボール。

## 略歴
- 2004年4月に、岩手めんこいテレビへ入社。（同期に井上智晶）
- 2011年3月をもって、岩手めんこいテレビを退職。フリーに転向。
- 2013年9月に、高知さんさんテレビへ中途採用で入社。
- 2014年6月に、結婚。

## 担当番組

### 現在
- プライムこうち（水・木曜）
- プライムこうちF（金曜）
- FNN Live News days（さんさんローカル）
- プライムニュース&天気

### 過去

#### 高知さんさんテレビ
- SUNSUNみんなのニュース
- おちゃのまLive さんスタ!

#### 岩手めんこいテレビ
- mitスーパーニュース
- mitニュース
- 山・海・漬
- あなろぐ an@log

#### フリー
- 情報満載ライブショー モーニングバード!（テレビ朝日、リポーター、2011年4月5日 - 2012年7月4日）